# Altinote postaperta
Altinote postaperta är en fjärilsart som beskrevs av Felix Bryk 1950. Altinote postaperta ingår i släktet Altinote och familjen praktfjärilar. Inga underarter finns listade i Catalogue of Life.